# UEFA Champions League 2007-2008
La UEFA Champions League 2007-2008 è stata la 53ª edizione (la 16ª con la formula attuale) di questo torneo di calcio europeo per squadre di club maggiori maschili organizzato dall'UEFA.
Il trofeo è stato vinto dal Manchester Utd, che in finale allo Stadio Lužniki di Mosca nella notte tra il 21 e il 22 maggio 2008 (la gara si protrasse oltre la mezzanotte locale) ha battuto il Chelsea ai rigori. Per la terza volta nella storia della competizione in finale si affrontarono due squadre della stessa nazione e per la prima volta le due squadre finaliste furono inglesi. Per il Manchester United fu il terzo trionfo in questa competizione.
Come squadra vincitrice, il Manchester United ha ottenuto anche il diritto di partecipare alla Supercoppa UEFA 2008 e alla Coppa del mondo per club FIFA 2008.

## Formula

### Sistema di qualificazione alla fase a gironi

#### Schema dei preliminari
- 1º turno:
  - 28 club campioni nazionali dai paesi con posizione 25-53
- 2º turno preliminare (28 squadre):
  - 14 vincitori del primo turno preliminare
  - 8 club campioni dei paesi con posizione 17-24
  - 6 club secondi nel campionato nazionale dei paesi con posizione 10-15
- 3º turno preliminare (32 squadre):
  - 14 vincitori del secondo turno preliminare
  - 6 club campioni nazionali dei paesi con posizione 11-16
  - 3 club secondi nel campionato nazionale dei paesi con posizione 7-9
  - 6 club terzi nel campionato nazionale dei paesi con posizione 1-6
  - 3 club quarti nel campionato nazionale dei paesi con posizione 1-3

#### Schema delle squadre qualificate
- Detentori del trofeo
- 16 vincitori del terzo turno preliminare (i 16 sconfitti accedono al primo turno della Coppa UEFA 2007-2008
- 6 club secondi nel campionato nazionale dei paesi con posizione 1-6
- 9 club campioni nazionali dei paesi con posizione 1-9

### Fase a gironi
Se due o più squadre di uno stesso gruppo si trovano a pari punti alla fine degli incontri della fase a gironi, sono applicati i seguenti criteri per stabilire la classifica del gruppo stesso:
1. Il più alto numero di punti ottenuti contro le squadre in questione nella fase a gironi (classifica avulsa);
2. La più alta differenza reti ottenuta contro le squadre in questione nella fase a gironi (classifica avulsa);
3. Il più alto numero di reti segnate fuori casa contro le squadre in questione nella fase a gironi (classifica avulsa);
4. La più alta differenza reti in tutte le partite giocate nella fase a gironi;
5. Il più alto numero di reti segnate in tutte le partite nella fase a gironi;
6. Il più alto coefficiente UEFA di luglio 2007.

Accederanno agli ottavi di finale le 16 squadre che concluderanno questa fase prime o seconde nel rispettivo gruppo. Le squadre classificatesi terze accederanno ai sedicesimi di finale della Coppa UEFA 2007-2008.

### Fase a eliminazione diretta
Gli ottavi di finale, i quarti di finale e le semifinali si disputano con gare di andata e ritorno mentre la finale si disputa con partita unica. Tutti gli accoppiamenti del tabellone sono sorteggiati.

## Date
| Fase                        | Turno            | Sorteggio               | Andata                                   | Ritorno                                  |
| --------------------------- | ---------------- | ----------------------- | ---------------------------------------- | ---------------------------------------- |
| Preliminari                 | Primo turno      | 29 giugno 2007 (Nyon)   | 17-18 luglio 2007                        | 24-25 luglio 2007                        |
| Preliminari                 | Secondo turno    | 29 giugno 2007 (Nyon)   | 31-1º agosto 2007                        | 7-8 agosto 2007                          |
| Preliminari                 | Terzo turno      | 3 agosto 2007 (Nyon)    | 14-15 agosto 2007                        | 28-29 agosto 2007                        |
| Fase a gironi               | Prima giornata   | 30 agosto 2007 (Nyon)   | 18-19 settembre 2007                     | 18-19 settembre 2007                     |
| Fase a gironi               | Seconda giornata | 30 agosto 2007 (Nyon)   | 2-3 ottobre 2007                         | 2-3 ottobre 2007                         |
| Fase a gironi               | Terza giornata   | 30 agosto 2007 (Nyon)   | 23-24 ottobre 2007                       | 23-24 ottobre 2007                       |
| Fase a gironi               | Quarta giornata  | 30 agosto 2007 (Nyon)   | 6-7 novembre 2007                        | 6-7 novembre 2007                        |
| Fase a gironi               | Quinta giornata  | 30 agosto 2007 (Nyon)   | 27-28 novembre 2007                      | 27-28 novembre 2007                      |
| Fase a gironi               | Sesta giornata   | 30 agosto 2007 (Nyon)   | 11-12 dicembre 2007                      | 11-12 dicembre 2007                      |
| Fase a eliminazione diretta | Ottavi di finale | 21 dicembre 2007 (Nyon) | 19-20 febbraio 2008                      | 4-11 marzo 2008                          |
| Fase a eliminazione diretta | Quarti di finale | 14 marzo 2008 (Nyon)    | 1º-2 aprile 2008                         | 8-9 aprile 2008                          |
| Fase a eliminazione diretta | Semifinali       | 14 marzo 2008 (Nyon)    | 22-23 aprile 2008                        | 29-30 aprile 2008                        |
| Fase a eliminazione diretta | Finale           | 14 marzo 2008 (Nyon)    | 21 maggio 2008 (Stadio Lužniki di Mosca) | 21 maggio 2008 (Stadio Lužniki di Mosca) |

## Squadre partecipanti
I club sono stati ordinati in base al loro coefficiente UEFA. Accanto ad ogni club è riportata la posizione in classifica nei loro rispettivi campionati.

(*) Campione in carica.
| Fase a gironi        | Fase a gironi         | Fase a gironi        | Fase a gironi           |
| -------------------- | --------------------- | -------------------- | ----------------------- |
| Milan* (4º)          | Manchester Utd (1º)   | PSV (1º)             | CSKA Mosca (1º)         |
| Barcellona (2º)      | Chelsea (2º)          | Roma (2º)            | Sporting Lisbona (2º)   |
| Inter (1º)           | O. Lione (1º)         | Schalke 04 (2º)      | O. Marsiglia (2º)       |
| Real Madrid (1º)     | Porto (1º)            | Stoccarda (1º)       | Olympiacos (1º)         |
| Terzo turno          |                       |                      |                         |
| Liverpool (3º)       | Ajax (2º)             | Dinamo Kiev (1º)     | Dinamo Bucarest (1º)    |
| Arsenal (4º)         | Werder Brema (3º)     | Sparta Praga (1º)    | Spartak Mosca (2º)      |
| Valencia (4º)        | Celtic (1º)           | Fenerbahçe (1º)      | Zurigo (1º)             |
| Siviglia (3º)        | Lazio (3º)            | AEK Atene (2º)       | Tolosa (3º)             |
| Benfica (3º)         | Anderlecht (1º)       |                      |                         |
| Secondo turno        |                       |                      |                         |
| Steaua Bucarest (2º) | Levski Sofia (1º)     | Copenaghen (1º)      | Salisburgo (1º)         |
| Rangers (2º)         | Slavia Praga (2º)     | Genk (2º)            | Beitar Gerusalemme (1º) |
| Šachtar (2º)         | Rosenborg (1º)        | Debrecen (1º)        | Zagłębie Lubin (1º)     |
| Beşiktaş (2º)        | Stella Rossa (1º)     |                      |                         |
| Primo turno          |                       |                      |                         |
| Dinamo Zagabria (1º) | Domžale (1º)          | BATĖ Borisov (1º)    | Xəzər-Lənkəran (1º)     |
| APOEL (1º)           | Tampere United (1º)   | Tirana (1º)          | F91 Dudelange (1º)      |
| Elfsborg (1º)        | Sheriff Tiraspol (1º) | P'yownik (1º)        | Astana (1º)             |
| Sarajevo (1º)        | Olimpi Rustavi (1º)   | Levadia Tallinn (1º) | HB Tórshavn (1º)        |
| Ventspils (1º)       | FBK Kaunas (1º)       | Marsaxlokk (1º)      | Rànger's (1º)           |
| Derry City (2º)      | Pobeda (1º)           | The New Saints (1º)  | Murata (1º)             |
| Žilina (1º)          | FH Hafnarfjörður (1º) | Linfield (1º)        | Zeta (1º)               |

## Risultati

### Preliminari

#### Primo turno
| Squadra 1        | Totale      | Squadra 2       | Andata | Ritorno     |
| ---------------- | ----------- | --------------- | ------ | ----------- |
| Xəzər-Lənkəran   | 2 - 4       | Dinamo Zagabria | 1 - 1  | 1 - 3 (dts) |
| APOEL            | 2 - 3       | BATĖ Borisov    | 2 - 0  | 0 - 3 (dts) |
| Sheriff Tiraspol | 5 - 0       | Rànger's        | 2 - 0  | 3 - 0       |
| FH Hafnarfjörður | 4 - 1       | HB Tórshavn     | 4 - 1  | 0 - 0       |
| The New Saints   | 4 - 4 (gfc) | Ventspils       | 3 - 2  | 1 - 2       |
| Pobeda           | 0 - 1       | Levadia Tallinn | 0 - 1  | 0 - 0       |
| Olimpi Rustavi   | 0 - 3       | Astana          | 0 - 0  | 0 - 3       |
| Zeta             | 5 - 4       | FBK Kaunas      | 3 - 1  | 2 - 3       |
| Murata           | 1 - 4       | Tampere United  | 1 - 2  | 0 - 2       |
| F91 Dudelange    | 5 - 7       | Žilina          | 1 - 2  | 4 - 5       |
| Linfield         | 0 - 1       | Elfsborg        | 0 - 0  | 0 - 1       |
| Derry City       | 0 - 2       | P'yownik        | 0 - 0  | 0 - 2       |
| Marsaxlokk       | 1 - 9       | Sarajevo        | 0 - 6  | 1 - 3       |
| Domžale          | 3 - 1       | Tirana          | 1 - 0  | 2 - 1       |

#### Secondo turno
| Squadra 1        | Totale          | Squadra 2           | Andata | Ritorno     |
| ---------------- | --------------- | ------------------- | ------ | ----------- |
| P'yownik         | 1 - 4           | Šachtar             | 0 - 2  | 1 - 2       |
| Stella Rossa     | 2 - 2 (gfc)     | Levadia Tallinn     | 1 - 0  | 1 - 2       |
| Rangers          | 3 - 0           | Zeta                | 2 - 0  | 1 - 0       |
| Debrecen         | 0 - 1           | Elfsborg            | 0 - 1  | 0 - 0       |
| Zagłębie Lubin   | 1 - 3           | Steaua Bucarest     | 0 - 1  | 1 - 2       |
| Genk             | 2 - 2 (gfc)     | Sarajevo            | 1 - 2  | 1 - 0       |
| Ventspils        | 0 - 7           | Red Bull Salisburgo | 0 - 3  | 0 - 4       |
| Astana           | 2 - 10          | Rosenborg           | 1 - 3  | 1 - 7       |
| FH Hafnarfjörður | 2 - 4           | BATĖ Borisov        | 1 - 3  | 1 - 1       |
| Copenaghen       | 2 - 1           | Beitar Gerusalemme  | 1 - 0  | 1 - 1 (dts) |
| Žilina           | 0 - 0 (3-4 dtr) | Slavia Praga        | 0 - 0  | 0 - 0       |
| Tampere United   | 2 - 0           | Levski Sofia        | 1 - 0  | 1 - 0       |
| Domžale          | 2 - 5           | Dinamo Zagabria     | 1 - 2  | 1 - 3       |
| Beşiktaş         | 4 - 0           | Sheriff Tiraspol    | 1 - 0  | 3 - 0       |

#### Terzo turno
| Squadra 1           | Totale          | Squadra 2       | Andata | Ritorno |
| ------------------- | --------------- | --------------- | ------ | ------- |
| BATE                | 2 - 4           | Steaua Bucarest | 2 - 2  | 0 - 2   |
| Tampere United      | 0 - 5           | Rosenborg       | 0 - 3  | 0 - 2   |
| Spartak Mosca       | 2 - 2 (3-4 dtr) | Celtic          | 1 - 1  | 1 - 1   |
| Werder Brema        | 5 - 3           | Dinamo Zagabria | 2 - 1  | 3 - 2   |
| Red Bull Salisburgo | 2 - 3           | Šachtar         | 1 - 0  | 1 - 3   |
| Ajax                | 1 - 3           | Slavia Praga    | 0 - 1  | 1 - 2   |
| Valencia            | 5 - 1           | Elfsborg        | 3 - 0  | 2 - 1   |
| Sarajevo            | 0 - 4           | Dinamo Kiev     | 0 - 1  | 0 - 3   |
| Fenerbahçe          | 3 - 0           | Anderlecht      | 1 - 0  | 2 - 0   |
| Rangers             | 1 - 0           | Stella Rossa    | 1 - 0  | 0 - 0   |
| Tolosa              | 0 - 5           | Liverpool       | 0 - 1  | 0 - 4   |
| Benfica             | 3 - 1           | Copenaghen      | 2 - 1  | 1 - 0   |
| Lazio               | 4 - 2           | Dinamo Bucarest | 1 - 1  | 3 - 1   |
| Sparta Praga        | 0 - 5           | Arsenal         | 0 - 2  | 0 - 3   |
| Zurigo              | 1 - 3           | Beşiktaş        | 1 - 1  | 0 - 2   |
| Siviglia            | 6 - 1           | AEK Atene       | 2 - 0  | 4 - 1   |

### Fase a gironi

#### Gruppo A
|              | LIV   | POR   | MAR   | BES   |
| Liverpool    |       | 4 - 1 | 0 - 1 | 8 - 0 |
| Porto        | 1 - 1 |       | 2 - 1 | 2 - 0 |
| O. Marsiglia | 1 - 4 | 1 - 1 |       | 2 - 0 |
| Beşiktaş     | 2 - 1 | 0 - 1 | 2 - 1 |       |

| Squadra             | P.ti | G | V | P | S | RF | RS | DR  |
| ------------------- | ---- | - | - | - | - | -- | -- | --- |
| Porto               | 11   | 6 | 3 | 2 | 1 | 8  | 7  | +1  |
| Liverpool           | 10   | 6 | 3 | 1 | 2 | 18 | 5  | +13 |
| Olympique Marsiglia | 7    | 6 | 2 | 1 | 3 | 6  | 9  | -3  |
| Beşiktaş            | 6    | 6 | 2 | 0 | 4 | 4  | 15 | -11 |

- Porto e   Liverpool qualificate agli ottavi di finale.
- Olympique Marsiglia ammesso alla Coppa UEFA 2007-2008.

#### Gruppo B
|            | CHE   | VAL   | SCH   | ROS   |
| Chelsea    |       | 0 - 0 | 2 - 0 | 1 - 1 |
| Valencia   | 1 - 2 |       | 0 - 0 | 0 - 2 |
| Schalke 04 | 0 - 0 | 0 - 1 |       | 3 - 1 |
| Rosenborg  | 0 - 4 | 2 - 0 | 0 - 2 |       |

| Squadra    | P.ti | G | V | P | S | RF | RS | DR |
| ---------- | ---- | - | - | - | - | -- | -- | -- |
| Chelsea    | 12   | 6 | 3 | 3 | 0 | 9  | 2  | +7 |
| Schalke 04 | 8    | 6 | 2 | 2 | 2 | 5  | 4  | +1 |
| Rosenborg  | 7    | 6 | 2 | 1 | 3 | 6  | 10 | -4 |
| Valencia   | 5    | 6 | 1 | 2 | 3 | 2  | 6  | -4 |

- Chelsea e   Schalke 04 qualificate agli ottavi di finale.
- Rosenborg ammesso alla Coppa UEFA 2007-2008.

#### Gruppo C
|              | MAD   | WER   | OLY   | LAZ   |
| Real Madrid  |       | 2 - 1 | 4 - 2 | 3 - 1 |
| Werder Brema | 3 - 2 |       | 1 - 3 | 2 - 1 |
| Olympiacos   | 0 - 0 | 3 - 0 |       | 1 - 1 |
| Lazio        | 2 - 2 | 2 - 1 | 1 - 2 |       |

| Squadra      | P.ti | G | V | P | S | RF | RS | DR |
| ------------ | ---- | - | - | - | - | -- | -- | -- |
| Real Madrid  | 11   | 6 | 3 | 2 | 1 | 13 | 9  | +4 |
| Olympiacos   | 11   | 6 | 3 | 2 | 1 | 11 | 7  | +4 |
| Werder Brema | 6    | 6 | 2 | 0 | 4 | 8  | 13 | -5 |
| Lazio        | 5    | 6 | 1 | 2 | 3 | 8  | 11 | -3 |

- Real Madrid e   Olympiacos qualificate agli ottavi di finale.
- Werder Brema ammesso alla Coppa UEFA 2007-2008.

#### Gruppo D
|         | MIL   | BEN   | CEL   | ŠAC   |
| Milan   |       | 2 - 1 | 1 - 0 | 4 - 1 |
| Benfica | 1 - 1 |       | 1 - 0 | 0 - 1 |
| Celtic  | 2 - 1 | 1 - 0 |       | 2 - 1 |
| Šachtar | 0 - 3 | 1 - 2 | 2 - 0 |       |

| Squadra | P.ti | G | V | P | S | RF | RS | DR |
| ------- | ---- | - | - | - | - | -- | -- | -- |
| Milan   | 13   | 6 | 4 | 1 | 1 | 12 | 5  | +7 |
| Celtic  | 9    | 6 | 3 | 0 | 3 | 5  | 6  | -1 |
| Benfica | 7    | 6 | 2 | 1 | 3 | 5  | 6  | -1 |
| Šachtar | 6    | 6 | 2 | 0 | 4 | 6  | 11 | -5 |

- Milan e   Celtic qualificate agli ottavi di finale.
- Benfica ammesso alla Coppa UEFA 2007-2008.

#### Gruppo E
|            | BAR   | LIO   | STO   | RAN   |
| Barcellona |       | 3 - 0 | 3 - 1 | 2 - 0 |
| O. Lione   | 2 - 2 |       | 4 - 2 | 0 - 3 |
| Stoccarda  | 0 - 2 | 0 - 2 |       | 3 - 2 |
| Rangers    | 0 - 0 | 0 - 3 | 2 - 1 |       |

| Squadra         | P.ti | G | V | P | S | RF | RS | DR |
| --------------- | ---- | - | - | - | - | -- | -- | -- |
| Barcellona      | 14   | 6 | 4 | 2 | 0 | 12 | 3  | +9 |
| Olympique Lione | 10   | 6 | 3 | 1 | 2 | 11 | 10 | +1 |
| Rangers         | 7    | 6 | 2 | 1 | 3 | 7  | 9  | -2 |
| Stoccarda       | 3    | 6 | 1 | 0 | 5 | 7  | 15 | -8 |

- Barcellona e   Olympique Lione qualificate agli ottavi di finale.
- Rangers ammesso alla Coppa UEFA 2007-2008.

#### Gruppo F
|                | MAN   | ROM   | SCP   | KIE   |
| Manchester Utd |       | 1 - 0 | 2 - 1 | 4 - 0 |
| Roma           | 1 - 1 |       | 2 - 1 | 2 - 0 |
| Sporting CP    | 0 - 1 | 2 - 2 |       | 3 - 0 |
| Dinamo Kiev    | 2 - 4 | 1 - 4 | 1 - 2 |       |

| Squadra          | P.ti | G | V | P | S | RF | RS | DR  |
| ---------------- | ---- | - | - | - | - | -- | -- | --- |
| Manchester Utd   | 16   | 6 | 5 | 1 | 0 | 13 | 4  | +9  |
| Roma             | 11   | 6 | 3 | 2 | 1 | 11 | 6  | +5  |
| Sporting Lisbona | 7    | 6 | 2 | 1 | 3 | 9  | 8  | +1  |
| Dinamo Kiev      | 0    | 6 | 0 | 0 | 6 | 4  | 19 | -15 |

- Manchester Utd e   Roma qualificate agli ottavi di finale.
- Sporting Lisbona ammesso alla Coppa UEFA 2007-2008.

#### Gruppo G
|               | INT   | PSV   | CSM   | FEN   |
| Inter         |       | 2 - 0 | 4 - 2 | 3 - 0 |
| PSV Eindhoven | 0 - 1 |       | 2 - 1 | 0 - 0 |
| CSKA Mosca    | 1 - 2 | 0 - 1 |       | 2 - 2 |
| Fenerbahçe    | 1 - 0 | 2 - 0 | 3 - 1 |       |

| Squadra    | P.ti | G | V | P | S | RF | RS | DR |
| ---------- | ---- | - | - | - | - | -- | -- | -- |
| Inter      | 15   | 6 | 5 | 0 | 1 | 12 | 4  | +8 |
| Fenerbahçe | 11   | 6 | 3 | 2 | 1 | 8  | 6  | +2 |
| PSV        | 7    | 6 | 2 | 1 | 3 | 3  | 6  | -3 |
| CSKA Mosca | 1    | 6 | 0 | 1 | 5 | 7  | 14 | -7 |

- Inter e   Fenerbahçe qualificate agli ottavi di finale.
- PSV ammesso alla Coppa UEFA 2007-2008.

#### Gruppo H
|                 | ARS   | SEV   | STE   | SLA   |
| Arsenal         |       | 3 - 0 | 2 - 1 | 7 - 0 |
| Siviglia        | 3 - 1 |       | 2 - 1 | 4 - 2 |
| Steaua Bucarest | 0 - 1 | 0 - 2 |       | 1 - 1 |
| Slavia Praga    | 0 - 0 | 0 - 3 | 2 - 1 |       |

| Squadra         | P.ti | G | V | P | S | RF | RS | DR  |
| --------------- | ---- | - | - | - | - | -- | -- | --- |
| Siviglia        | 15   | 6 | 5 | 0 | 1 | 14 | 7  | +7  |
| Arsenal         | 13   | 6 | 4 | 1 | 1 | 14 | 4  | +10 |
| Slavia Praga    | 5    | 6 | 1 | 2 | 3 | 5  | 16 | -11 |
| Steaua Bucarest | 1    | 6 | 0 | 1 | 5 | 4  | 10 | -6  |

- Siviglia e   Arsenal qualificate agli ottavi di finale.
- Slavia Praga ammesso alla Coppa UEFA 2007-2008.

### Fase ad eliminazione diretta

#### Tabellone
|  | Ottavi di finale | Ottavi di finale | Ottavi di finale | Ottavi di finale |   |            | Quarti di finale | Quarti di finale | Quarti di finale | Quarti di finale |  |            | Semifinali | Semifinali | Semifinali | Semifinali |                      |       | Finale | Finale |
|  |                  |                  |                  |                  |   |            |                  |                  |                  |                  |  |            |            |            |            |            |                      |       |        |        |
|  | Schalke 04 (dtr) | 1                | 0                | 1 (4)            |   |            |                  |                  |                  |                  |  |            |            |            |            |            |                      |       |        |        |
|  | Porto            | 0                | 1                | 1 (1)            |   |            |                  |                  |                  |                  |  |            |            |            |            |            |                      |       |        |        |
|  | Porto            | 0                | 1                | 1 (1)            |   | Schalke 04 | 0                | 0                | 0                |                  |  |            |            |            |            |            |                      |       |        |        |
|  |                  |                  |                  |                  |   | Schalke 04 | 0                | 0                | 0                |                  |  |            |            |            |            |            |                      |       |        |        |
|  |                  | Barcellona       | 1                | 1                | 2 |            |                  |                  |                  |                  |  |            |            |            |            |            |                      |       |        |        |
|  | Celtic           | Barcellona       | 1                | 1                | 2 | 2          | 0                | 2                |                  |                  |  |            |            |            |            |            |                      |       |        |        |
|  | Celtic           |                  |                  |                  |   | 2          | 0                | 2                |                  |                  |  |            |            |            |            |            |                      |       |        |        |
|  | Barcellona       | 3                | 1                | 4                |   |            |                  |                  |                  |                  |  |            |            |            |            |            |                      |       |        |        |
|  | Barcellona       | 3                | 1                | 4                |   |            |                  |                  |                  |                  |  | Barcellona | 0          | 0          | 0          |            |                      |       |        |        |
|  |                  |                  |                  |                  |   |            |                  |                  |                  |                  |  | Barcellona | 0          | 0          | 0          |            |                      |       |        |        |
|  |                  | Manchester Utd   | 0                | 1                | 1 |            |                  |                  |                  |                  |  |            |            |            |            |            |                      |       |        |        |
|  | Roma             | Manchester Utd   | 0                | 1                | 1 | 2          | 2                | 4                |                  |                  |  |            |            |            |            |            |                      |       |        |        |
|  | Roma             |                  |                  |                  |   | 2          | 2                | 4                |                  |                  |  |            |            |            |            |            |                      |       |        |        |
|  | Real Madrid      | 1                | 1                | 2                |   |            |                  |                  |                  |                  |  |            |            |            |            |            |                      |       |        |        |
|  | Real Madrid      | 1                | 1                | 2                |   | Roma       | 0                | 0                | 0                |                  |  |            |            |            |            |            |                      |       |        |        |
|  |                  |                  |                  |                  |   | Roma       | 0                | 0                | 0                |                  |  |            |            |            |            |            |                      |       |        |        |
|  |                  | Manchester Utd   | 2                | 1                | 3 |            |                  |                  |                  |                  |  |            |            |            |            |            |                      |       |        |        |
|  | O. Lione         | Manchester Utd   | 2                | 1                | 3 | 1          | 0                | 1                |                  |                  |  |            |            |            |            |            |                      |       |        |        |
|  | O. Lione         |                  |                  |                  |   | 1          | 0                | 1                |                  |                  |  |            |            |            |            |            |                      |       |        |        |
|  | Manchester Utd   | 1                | 1                | 2                |   |            |                  |                  |                  |                  |  |            |            |            |            |            |                      |       |        |        |
|  | Manchester Utd   | 1                | 1                | 2                |   |            |                  |                  |                  |                  |  |            |            |            |            |            | Manchester Utd (dtr) | 1 (6) |        |        |
|  |                  |                  |                  |                  |   |            |                  |                  |                  |                  |  |            |            |            |            |            |                      | 1 (6) |        |        |
|  |                  | Chelsea          | 1 (5)            |                  |   |            |                  |                  |                  |                  |  |            |            |            |            |            |                      |       |        |        |
|  | Arsenal          | Chelsea          | 1 (5)            | 0                | 2 | 2          |                  |                  |                  |                  |  |            |            |            |            |            |                      |       |        |        |
|  | Arsenal          |                  |                  | 0                | 2 | 2          |                  |                  |                  |                  |  |            |            |            |            |            |                      |       |        |        |
|  | Milan            | 0                | 0                | 0                |   |            |                  |                  |                  |                  |  |            |            |            |            |            |                      |       |        |        |
|  | Milan            | 0                | 0                | 0                |   | Arsenal    | 1                | 2                | 3                |                  |  |            |            |            |            |            |                      |       |        |        |
|  |                  |                  |                  |                  |   | Arsenal    | 1                | 2                | 3                |                  |  |            |            |            |            |            |                      |       |        |        |
|  |                  | Liverpool        | 1                | 4                | 5 |            |                  |                  |                  |                  |  |            |            |            |            |            |                      |       |        |        |
|  | Liverpool        | Liverpool        | 1                | 4                | 5 | 2          | 1                | 3                |                  |                  |  |            |            |            |            |            |                      |       |        |        |
|  | Liverpool        |                  |                  |                  |   | 2          | 1                | 3                |                  |                  |  |            |            |            |            |            |                      |       |        |        |
|  | Inter            | 0                | 0                | 0                |   |            |                  |                  |                  |                  |  |            |            |            |            |            |                      |       |        |        |
|  | Inter            | 0                | 0                | 0                |   |            |                  |                  |                  |                  |  | Liverpool  | 1          | 2          | 3          |            |                      |       |        |        |
|  |                  |                  |                  |                  |   |            |                  |                  |                  |                  |  | Liverpool  | 1          | 2          | 3          |            |                      |       |        |        |
|  |                  | Chelsea (dts)    | 1                | 3                | 4 |            |                  |                  |                  |                  |  |            |            |            |            |            |                      |       |        |        |
|  | Fenerbahçe (dtr) | Chelsea (dts)    | 1                | 3                | 4 | 3          | 2                | 5 (3)            |                  |                  |  |            |            |            |            |            |                      |       |        |        |
|  | Fenerbahçe (dtr) |                  |                  |                  |   | 3          | 2                | 5 (3)            |                  |                  |  |            |            |            |            |            |                      |       |        |        |
|  | Siviglia         | 2                | 3                | 5 (2)            |   |            |                  |                  |                  |                  |  |            |            |            |            |            |                      |       |        |        |
|  | Siviglia         | 2                | 3                | 5 (2)            |   | Fenerbahçe | 2                | 0                | 2                |                  |  |            |            |            |            |            |                      |       |        |        |
|  |                  |                  |                  |                  |   | Fenerbahçe | 2                | 0                | 2                |                  |  |            |            |            |            |            |                      |       |        |        |
|  |                  | Chelsea          | 1                | 2                | 3 |            |                  |                  |                  |                  |  |            |            |            |            |            |                      |       |        |        |
|  | Olympiacos       | Chelsea          | 1                | 2                | 3 | 0          | 0                | 0                |                  |                  |  |            |            |            |            |            |                      |       |        |        |
|  | Olympiacos       |                  |                  |                  |   | 0          | 0                | 0                |                  |                  |  |            |            |            |            |            |                      |       |        |        |
|  | Chelsea          | 0                | 3                | 3                |   |            |                  |                  |                  |                  |  |            |            |            |            |            |                      |       |        |        |

#### Ottavi di finale

##### Sorteggio
Il sorteggio degli Ottavi di finale si è svolto il 21 dicembre 2007 a Nyon presso la sede ufficiale dell'UEFA. In fase di sorteggio sono state tenute presenti le seguenti regole:
- Ogni squadra arrivata prima nel proprio gruppo gioca contro una squadra arrivata seconda e viceversa.
- Squadre della stessa nazione o provenienti dallo stesso gruppo non possono affrontarsi.

Prime classificate:
- Porto (girone A)
- Chelsea (girone B)
- Real Madrid (girone C)
- Milan (girone D)
- Barcellona (girone E)
- Manchester Utd (girone F)
- Inter (girone G)
- Siviglia (girone H)

Seconde classificate:
- Liverpool (girone A)
- Schalke 04 (girone B)
- Olympiacos (girone C)
- Celtic (girone D)
- Olympique Lione (girone E)
- Roma (girone F)
- Fenerbahçe (girone G)
- Arsenal (girone H)

##### Tabella riassuntiva
| Squadra 1  | Totale          | Squadra 2      | Andata | Ritorno |
| ---------- | --------------- | -------------- | ------ | ------- |
| Celtic     | 2 - 4           | Barcellona     | 2 - 3  | 0 - 1   |
| O. Lione   | 1 - 2           | Manchester Utd | 1 - 1  | 0 - 1   |
| Schalke 04 | 1 - 1 (4-1 dtr) | Porto          | 1 - 0  | 0 - 1   |
| Liverpool  | 3 - 0           | Inter          | 2 - 0  | 1 - 0   |
| Roma       | 4 - 2           | Real Madrid    | 2 - 1  | 2 - 1   |
| Arsenal    | 2 - 0           | Milan          | 0 - 0  | 2 - 0   |
| Olympiacos | 0 - 3           | Chelsea        | 0 - 0  | 0 - 3   |
| Fenerbahçe | 5 - 5 (3-2 dtr) | Siviglia       | 3 - 2  | 2 - 3   |

#### Sorteggio dei quarti di finale, delle semifinali e della finale
L'esito del sorteggio (senza limitazioni) degli accoppiamenti per i quarti di finale e le semifinali e dell'ordine di abbinamento della finale è stato il seguente:
1. Arsenal - Liverpool
2. Roma - Manchester Utd
3. Schalke 04 - Barcellona
4. Fenerbahçe - Chelsea

#### Quarti di finale
| Squadra 1  | Totale | Squadra 2      | Andata | Ritorno |
| ---------- | ------ | -------------- | ------ | ------- |
| Arsenal    | 3 - 5  | Liverpool      | 1 - 1  | 2 - 4   |
| Roma       | 0 - 3  | Manchester Utd | 0 - 2  | 0 - 1   |
| Schalke 04 | 0 - 2  | Barcellona     | 0 - 1  | 0 - 1   |
| Fenerbahçe | 2 - 3  | Chelsea        | 2 - 1  | 0 - 2   |

#### Semifinali
| Squadra 1  | Totale | Squadra 2      | Andata | Ritorno     |
| ---------- | ------ | -------------- | ------ | ----------- |
| Liverpool  | 3 - 4  | Chelsea        | 1 - 1  | 2 - 3 (dts) |
| Barcellona | 0 - 1  | Manchester Utd | 0 - 0  | 0 - 1       |

#### Finale
| Arbitro: | Ľuboš Micheľ |

|                                                         |                      |                                                     |
| C. Ronaldo 25’                                          | Marcatori            | 44’ Lampard                                         |
| Tevez Carrick C. Ronaldo Hargreaves Nani Anderson Giggs | Tiri di rigore 6 – 5 | Ballack Belletti Lampard A. Cole Terry Kalou Anelka |

| Manchester United | Chelsea |

| Manchester Utd (4-4-2) |    |                   |      |        |
|                        |    |                   |      |        |
| P                      | 1  | Edwin van der Sar |      |        |
| D                      | 6  | Wes Brown         |      | 120+5’ |
| D                      | 5  | Rio Ferdinand (C) | 43’  |        |
| D                      | 15 | Nemanja Vidić     | 111’ |        |
| D                      | 3  | Patrice Evra      |      |        |
| C                      | 4  | Owen Hargreaves   |      |        |
| C                      | 18 | Paul Scholes      | 21’  | 87’    |
| C                      | 16 | Michael Carrick   |      |        |
| C                      | 7  | Cristiano Ronaldo |      |        |
| A                      | 10 | Wayne Rooney      |      | 101’   |
| A                      | 32 | Carlos Tévez      | 116’ |        |
| Sostituti:             |    |                   |      |        |
| P                      | 29 | Tomasz Kuszczak   |      |        |
| D                      | 22 | John O'Shea       |      |        |
| D                      | 27 | Mikaël Silvestre  |      |        |
| C                      | 8  | Anderson          |      | 120+5’ |
| C                      | 11 | Ryan Giggs        |      | 87’    |
| C                      | 17 | Nani              |      | 101’   |
| C                      | 24 | Darren Fletcher   |      |        |
| Allenatore:            |    |                   |      |        |
| Alex Ferguson          |    |                   |      |        |

| Chelsea (4-3-3) |    |                  |      |        |
|                 |    |                  |      |        |
| P               | 1  | Petr Čech        |      |        |
| D               | 5  | Michael Essien   | 118’ |        |
| D               | 6  | Ricardo Carvalho | 45’  |        |
| D               | 26 | John Terry (C)   |      |        |
| D               | 3  | Ashley Cole      |      |        |
| C               | 4  | Claude Makélélé  | 21’  | 120+4’ |
| C               | 13 | Michael Ballack  | 116’ |        |
| C               | 8  | Frank Lampard    |      |        |
| C               | 10 | Joe Cole         |      | 99’    |
| C               | 15 | Florent Malouda  |      | 92’    |
| A               | 11 | Didier Drogba    | 116’ |        |
| Sostituti:      |    |                  |      |        |
| P               | 23 | Carlo Cudicini   |      |        |
| D               | 33 | Alex             |      |        |
| D               | 35 | Juliano Belletti |      | 120+4’ |
| C               | 12 | Mikel John Obi   |      |        |
| A               | 7  | Andrij Ševčenko  |      |        |
| A               | 21 | Salomon Kalou    |      | 92’    |
| A               | 39 | Nicolas Anelka   |      | 99’    |
| Allenatore:     |    |                  |      |        |
| Avraham Grant   |    |                  |      |        |

|  |

## Classifica marcatori
Sono escluse le gare dei turni preliminari.
Aggiornata al 10 maggio 2012
| Gol | Rigori | Minuti giocati | Giocatore          | Squadra        |
| --- | ------ | -------------- | ------------------ | -------------- |
| 8   | 1      | 1017'          | Cristiano Ronaldo  | Manchester Utd |
| 6   |        | 728'           | Lionel Messi       | Barcellona     |
| 6   |        | 784'           | Fernando Torres    | Liverpool      |
| 6   |        | 934'           | Didier Drogba      | Chelsea        |
| 6   | 2      | 1093'          | Steven Gerrard     | Liverpool      |
| 5   | 1      | 602'           | Zlatan Ibrahimović | Inter          |
| 5   | 1      | 690'           | Frédéric Kanouté   | Siviglia       |
| 5   |        | 691'           | Ryan Babel         | Liverpool      |
| 5   |        | 697'           | Raúl               | Real Madrid    |
| 5   |        | 807'           | Deivid             | Fenerbahçe     |
| 5   |        | 847'           | Dirk Kuyt          | Liverpool      |

## Classifica assist
Aggiornata al 10 maggio 2012
|  | Assist | Minuti giocati | Giocatore        | Squadra     |
|  | ------ | -------------- | ---------------- | ----------- |
|  | 6      | 758'           | Alex             | Fenerbahçe  |
|  | 4      | 404'           | Robinho          | Real Madrid |
|  | 4      | 583'           | Predrag Đorđević | Olympiacos  |
|  | 4      | 603'           | Aleksandr Hleb   | Arsenal     |
|  | 4      | 704'           | Andrea Pirlo     | Milan       |
|  | 4      | 1093'          | Steven Gerrard   | Liverpool   |
|  |        |                |                  |             |